# Holly Hunt
Pour les articles homonymes, voir Hunt.
Holly Hunt est une joueuse de hockey sur gazon britannique. Elle évolue au poste de milieu de terrain / attaquant à Hampstead & Westminster et avec les équipes nationales anglaise et britannique.

## Biographie
Holly est née le 15 novembre 1997 en Angleterre et elle a étudié au Stockport Grammar School à Stockport,.

## Carrière
Elle a fait ses débuts le 23 février 2019 contre la Chine avec l'équipe première britannique à Changzhou lors de la Ligue professionnelle 2019.